# (2602) Moore
(2602) Moore – planetoida z pasa głównego asteroid okrążająca Słońce w ciągu 3 lat i 250 dni w średniej odległości 2,38 au. Została odkryta 24 stycznia 1982 roku w Lowell Observatory (Anderson Mesa Station) przez Edwarda Bowella. Nazwa planetoidy pochodzi od Patricka Moore'a, brytyjskiego astronoma amatora. Przed nadaniem nazwy planetoida nosiła oznaczenie tymczasowe (2602) 1982 BR.